# Выше голову!
«Выше голову!» — советский короткометражный мультипликационный фильм, созданный в 1972 году на студии «Союзмультфильм» режиссёром Львом Атамановым по сценарию Феликса Камова, Александра Курляндского и Аркадия Хайта.
Фильм снят в стиле загребской школы анимации.

## Сюжет
Сюжетная основа мультфильма напоминает историю «Напарник» про Федю и Шурика из известной комедии Гайдая.
В центре происходящих событий находится весьма забавный человек, который внешне представляется очень худым и неприметным. Однако, несмотря на это, он всегда держит нос высоко и абсолютно ничего не боится. Вскоре ему придётся столкнуться с одним наглым толстяком-хулиганом. До сих пор он оставался безнаказанным за все свои проделки. Однако на этот раз ситуация резко изменится.

## Съёмочная группа
- Авторы сценария: Феликс Камов, Александр Курляндский, Аркадий Хайт
- Режиссёр: Лев Атаманов
- Художник-постановщик: Борис Корнеев
- Оператор: Михаил Друян
- Композитор: Альфред Шнитке
- Звукооператор: Георгий Мартынюк
- Художники-мультипликаторы: Виолетта Колесникова, Виктор Лихачёв, Анатолий Петров, Игорь Подгорский, Виктор Арсентьев, Иван Давыдов
- Художник: Борис Акулиничев
- Монтажёр: В. Турубинер
- Редактор: Раиса Фричинская
- Директор картины: Фёдор Иванов